# Willy Dullens
Willy Dullens (Urmond, 1945. január 29. – 2024. június 16.) válogatott holland labdarúgó, csatár.

## Pályafutása

### Klubcsapatban
1963 és 1968 között az RKSV Sittardia labdarúgója volt.

### A válogatottban
1966-ban négy alkalommal szerepelt a holland válogatottban.

## Statisztika

### Mérkőzései a holland válogatottban
| Hollandia | Hollandia          | Hollandia                     | Hollandia | Hollandia | Hollandia     | Hollandia    | Hollandia | Hollandia |
| #         | Dátum              | Helyszín                      | Hazai     | Eredmény  | Vendég        | Kiírás       | Gólok     | Esemény   |
| --------- | ------------------ | ----------------------------- | --------- | --------- | ------------- | ------------ | --------- | --------- |
| 1.        | 1966. április 17.  | Rotterdam, Feijenoord Stadion | Hollandia | 3 – 1     | Belgium       | barátságos   | -         |           |
| 2.        | 1966. május 11.    | Glasgow, Hampden Park         | Skócia    | 0 – 3     | Hollandia     | barátságos   | -         |           |
| 3.        | 1966. november 6.  | Amszterdam, Olimpiai Stadion  | Hollandia | 1 – 2     | Csehszlovákia | barátságos   | -         |           |
| 4.        | 1966. november 30. | Rotterdam, Feijenoord Stadion | Hollandia | 2 – 0     | Dánia         | Eb-selejtező | -         |           |
|           | Összesen           |                               |           | 4         | mérkőzés      |              | 0         | gól       |